# گریبلشید
گریبلشید (به آلمانی: Griebelschied) یک شهر در آلمان است که در بیرکنفلد واقع شده‌است. گریبلشید ۲۰۰ نفر جمعیت دارد.